# Panturichthys
Panturichthys (Pellegrin, 1913) è un genere di pesci ossei marini appartenenti all'ordine Anguilliformes.

## Distribuzione e habitat
L'areale di questo genere comprende l'oceano Atlantico orientale lungo le coste africane, P. fowleri è endemico del mar Mediterraneo orientale.
La maggior parte delle specie popola il piano circalitorale ma si possono talvolta trovare anche a profondità relativamente basse o a 1000 metri.

## Biologia
Ignota.

## Tassonomia
Il genere conta 4 specie:
- Panturichthys fowleri
- Panturichthys isognathus
- Panturichthys longus
- Panturichthys mauritanicus